# SeaRates
SeaRates.com ist eine Online-Plattform, die Frachteigentümern und Verbrauchern sofortige Kostenvoranschläge von einem Netz geprüfter Spediteure bietet. SeaRates bietet eine Reihe digitaler Tools, die eine intelligente Verfolgung und Optimierung des Logistikprozesses von Anfang bis Ende ermöglichen. Die Plattform wurde im August 2005 von Serhij Dschaschytow in Odessa, Ukraine, gegründet. Im Jahr 2020 wurde SeaRates von DP World, einem Hafenbetreiber, übernommen. SeaRates ist derzeit eine strukturelle Abteilung von DP World.

## Geschichte
SeaRates wurde im August  2005  von Serhij Dschaschytow als Startup gegründet, das Unternehmen beim Transport von Waren ins Ausland unterstützt. SeaRates ermöglicht es dem Benutzer, den Transport online zu bestellen, sofort die Kosten für die Lieferung zu berechnen, den Standort der Waren im Container zu optimieren und sie in Echtzeit zu verfolgen.
Im Jahr 2005 war SeaRates die erste Online-Plattform, die eine Containerverfolgung, Online-Buchungstarife und einen Entfernungsrechner anbot.
Seit  2007  nutzt SeaRates Google Maps, um Kunden eine Möglichkeit zu bieten, Versandoptionen zu visualisieren und Sendungen zu verfolgen.
Am 23. Oktober  2018  führte SeaRates den Bytom (BTM) Coin-Transport ein und führte die erste Blockchain-Sendung der Welt durch. Die Gesamtkosten betrugen 74 Bytom, was etwa 17 US-Dollar entspricht.
Im Jahr  2020  wurde SeaRates Teil des Hafenbetreibers, DP World.
Im Jahr 2020 gründeten DP World und SeaRates die  Digital Freight Alliance. Die DF Alliance ist ein Spediteurverband, der seinen Mitgliedern webbasierte Tools, Networking und Geschäftsmöglichkeiten zu Wasser, in der Luft und an Land bietet. Im Jahr 2023 zählte die Allianz 6000 Mitglieder aus 190 Ländern.

## Hauptmerkmale
Im Jahr 2005 startete SeaRates den weltweit ersten Online-Marktplatz für internationale Fracht, der sofortige Preisvergleiche, Buchungen und Frachtmanagement über ein Netzwerk globaler Logistikanbieter bietet. Außerdem wurde eine Lösung zur Verfolgung des Standorts von Containern auf einer Karte in Echtzeit geschaffen, die 14 Schifffahrtslinien unterstützte. Auf der Grundlage dieser Dienste hat die Plattform zusätzliche Tools entwickelt, wie z. B. eine Suche nach Häfen nach den von ihnen bedienten Schifffahrtslinien, eine Suche nach Reedereien nach den von ihnen angefahrenen Häfen, einen Entfernungsrechner zwischen beliebigen europäischen Städten, der Informationen über Strecken, Geschwindigkeit und Fahrzeit enthält.